# Ишутино (Вологодская область)
Ишутино — деревня в Великоустюгском районе Вологодской области.
Входит в состав Марденгского сельского поселения, с точки зрения административно-территориального деления — в Марденгский сельсовет.
Расстояние по автодороге до районного центра Великого Устюга — 7,5 км, до центра муниципального образования Благовещенья — 8 км. Ближайшие населённые пункты — Сывороткино, Меденицыно, Онбово, Поповкино, Грузнищево, Красное Поле.
По переписи 2002 года население — 161 человек (79 мужчин, 82 женщины). Преобладающая национальность — русские (99 %).